# Ada Sacchi Simonetta
Ada Sacchi Simonetta (Mantova, 19 aprile 1874 – Niterói, 13 gennaio 1944) è stata una bibliotecaria italiana, militante nel movimento femminista lombardo.

## Biografia
Nasce a Mantova in una famiglia patriottica e mazziniana. Rimasta orfana, si trasferisce a Genova dove si laurea in lettere nel 1898; nell'anno successivo sposa Quintavalle Simonetta da cui ha tre figli: Bono, Elena e Alberto.
Si dedica all'insegnamento e, successivamente, ricopre, tra le prime in Italia, il ruolo di direttrice della biblioteca e dei musei civici di Mantova, avviando un'opera di democratizzazione dei servizi bibliotecari. Introduce molte novità  come il prestito a domicilio, le aperture domenicali della biblioteca, la creazione di una biblioteca popolare. Fonda e preside fino al 1920 l'Associazione nazionale dei funzionari delle biblioteche e dei musei comunali e provinciali,
Si dedica a temi dell'emancipazione femminile, in particolare nella rivendicazione del diritto di voto alle donne. Fonda con la sorella Beatrice la sezione locale dell'Associazione per la donna e le sezioni mantovane della FILDIS (Federazione italiana laureate e diplomate degli istituti superiori e della lega universale per la società delle libere nazioni). Ricopre poi la carica di presidente nazionale della FISEDD (Federazione italiana per il suffragio e i diritti delle donne).
Durante la prima guerra mondiale porta avanti numerose iniziative assistenziali, per cui viene premiata con la medaglia d'oro. Nel 1935 è rimossa dall'incarico nella FISEDD trasferita presso la sede dei Fasci femminili mantovani.

## Archivio personale
Le sue carte sono depositate in parte presso l’Unione femminile nazionale a Milano, parte presso il nipote Alberto Mario Simonetta a Firenze. Presso l'Istituto mantovano di storia contemporanea si trova copia delle carte in possesso del nipote e altri archivi della famiglia Sacchi. La Biblioteca Teresiana di Mantova conserva le sue carte professionali.

## Opere
- Ada Sacchi Simonetta, Catalogazione e possibilità di consultazione delle tesi universitarie, in Atti del primo congresso mondiale delle biblioteche e di bibliografia, Roma-Venezia 15-30 giugno 1929, Roma, Istituto poligrafico delle Stato, 1930.
- Ada Sacchi Simonetta, Saggio intorno al pessimismo dei poeti greci, Mantova, Stab. Tip- G. Mondovi, 1902.